# Queen's Club Championships 2025
Queen's Club Championships 2025 — тенісний турнір, що проходив на трав'яних кортах у місті Лондон, Велика Британія з 9 до 15 червня (жінки) і  з 16 до 22 червня (чоловіки). Належав до категорій WTA 500 та ATP 500.

## Фінальна частина

### Чоловіки, одиночний розряд
Карлос Алькарас —  Їржі Легечка 7–5, 6–7(5–7), 6–2

### Жінки, одиночний розряд
Татьяна Марія —  Аманда Анісімова 6–3, 6–4

### Чоловіки, парний розряд
Джуліан Кеш /  Ллойд Ґласспул —  Нікола Мектич /  Майкл Вінус 6–3, 6–7(5–7), [10–6]

### Жінки, парний розряд
Ейджа Мухаммад /  Демі Схюрс —  Анна Даніліна /   Діана Шнайдер 7–5, 6–7(3–7), [10–4]